# 菲洛諾韋
50°50′30″N 34°3′59″E / 50.84167°N 34.06639°E
菲洛諾韋（烏克蘭語：Філонове）是位於烏克蘭東北部的村莊，由蘇梅州羅姆內區的維利沙納市鎮負責管轄。該村處於蘇拉河左岸，分別距離澤連基夫卡2公里和維利沙納2.5公里，海拔高度129米，2001年人口89。